# Fernmeldeturm Plettenberg

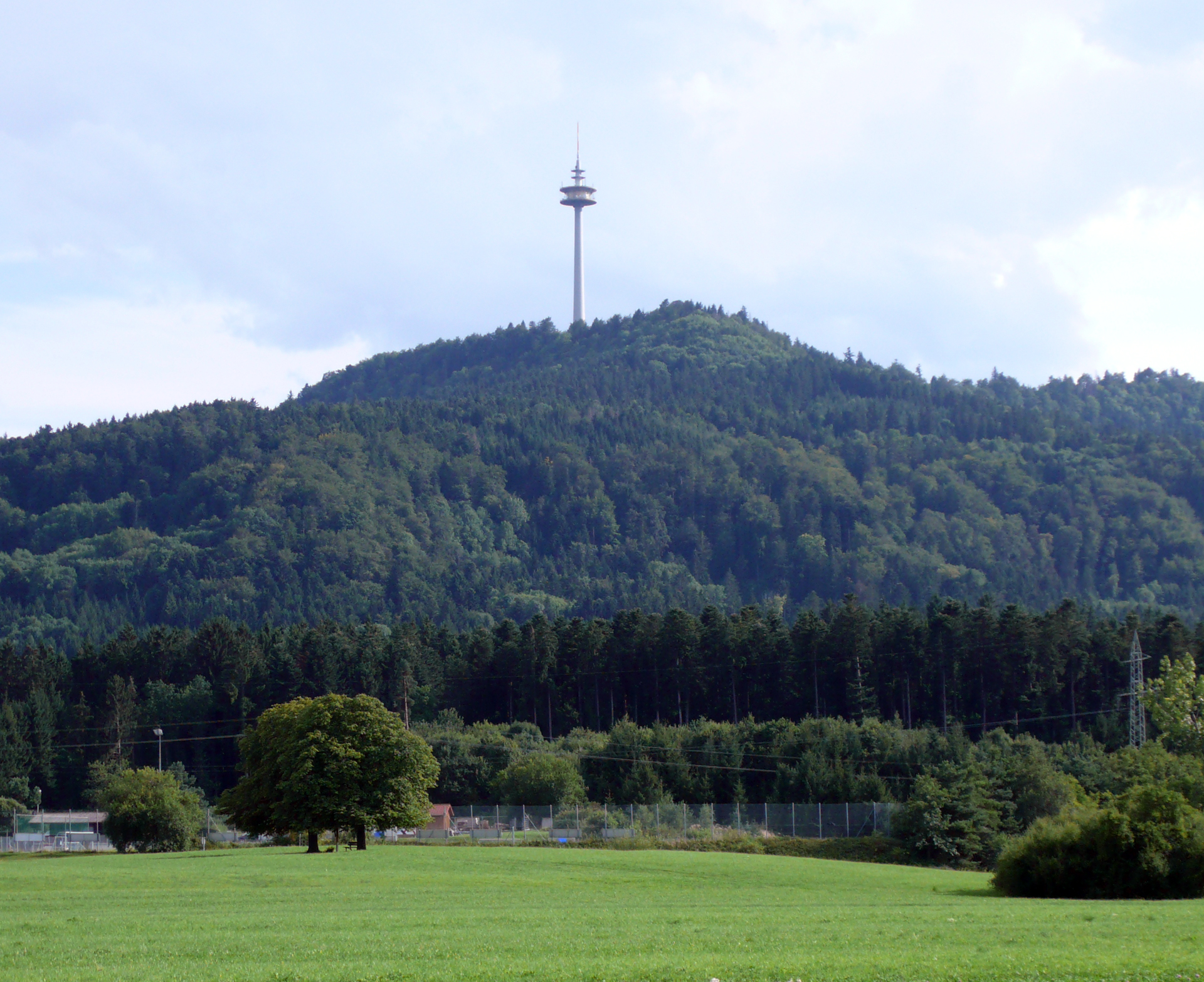
Plettenberg, Nordansicht von Erzingen aus

Der Fernmeldeturm Plettenberg (auch als Funkübertragungsstelle Schömberg Balingen 2 bezeichnet) ist ein 158 m hoher Sendeturm (Typenturm aus Stahlbeton, FMT 13) der Deutschen Funkturm GmbH (Tochter der Deutschen Telekom AG) bei Dotternhausen in Baden-Württemberg. Der Typenturm steht auf der Nordspitze des Plettenbergs auf 1001 m über dem Meeresspiegel.

## Geschichte
Der Fernmeldeturm Plettenberg wurde von 1979 bis 1980 aus Beton und Stahlbeton errichtet. Seit den 1960er-Jahren hatte die Deutsche Bundespost ein dichtes Netz von Fernmeldetürmen aufgebaut. Die Fernmeldetürme waren über Richtfunk miteinander verbunden.

## Nutzung
Die ursprüngliche Hauptfunktion war der Signalaustausch für Ferngespräche, analoge Fernsehsignale und UKW-Radio. Bis 2007 war zudem das Amateurfunk-Relais DB0HP installiert. Neben dem Sprachrelais war auch ein Packet Radio Digipeater eingerichtet.
Im Jahr 2025 sind über 30 verschiedene Antennen mit unterschiedlichen Funktionen auf dem Fernmeldeturm Plettenberg installiert. Neben Richtfunkdiensten für die Mobilfunkanbieter Deutsche Telekom und Telefónica werden auch Funkdienste für Behörden und Ämter sowie das European Aviation Network abgedeckt. Als einer von 25 Fernmeldetürmen in Deutschland wird über den Plettenberg die Internetnutzung für Flugpassagiere in der Luft gewährleistet. Zudem sammelt der Fernmeldeturm Mobilfunkdaten von verschiedenen Mobilfunkmasten, bündelt diese und leitet sie an andere Türme weiter. Der Turm wird größtenteils ferngewartet.